# Wilhelm Franz Meyer
Wilhelm Franz Meyer   (Magdeburg, 2 de setembre de 1856 - Königsberg, 15 de maig de 1934) va ser un matemàtic alemany, conegut per haver estat l'editor principal de la Encyklopädie der mathematischen Wissenschaften.

## Vida i Obra
Meyer va estudiar a les universitats de Leipzig i de Múnic. Va rebre el doctorat el 1878 a Múnic. Va ampliar estudis a Berlin amb Weierstrass, Kummer i Kronecker. El 1880 va aconseguir l'habilitació docent a la Universitat de Tubinga. El 1888 va ser nomenat professor titular de la Bergakademie (escola de mines) de Clausthal-Zellerfeld (avui Universitat Tècnica de Clausthal). Des de l'octubre de 1897 fins al de 1924, en el qual es va retirar, va ser professor de la Universitat de Königsberg.
L'ampla tasca de recerca de Meyer (més de 130 articles) se centra principalment en la geometria i, més específicament, en la teoria dels invariants.
Malgrat tot, és conegut principalment per haver sigut un dels principals editors de la Enzyklopädie der mathematischen Wissenschaften publicada entre 1898 i 1933 en 23 llibres separats. Meyer va ser directament responsable de l'edició dels volums de geometria.